# Голубев, Владимир Евгеньевич
Влади́мир Евге́ньевич Го́лубев (16 апреля 1950, Ленинград — 19 сентября 2022) — советский футболист, советский и российский футбольный тренер. Мастер спорта СССР (1972).

## Карьера

### Клубная
Воспитанник СДЮШОР «Зенит». Первый тренер — Борис Левин-Коган. Всю карьеру провёл в «Зените» (1968—1981). Считается одним из сильнейших защитников в истории команды. В середине 1970-х приглашался в киевское и в московское «Динамо», но принял решение остаться в «Зените», в составе которого провёл 384 матча (по этому показателю занимает четвёртое место в истории клуба) и стал бронзовым призёром чемпионата СССР 1980 года.

### В сборной
Сыграл три матча за сборную СССР и один матч за олимпийскую сборную.

### Тренерская
Главный тренер «Зенита» в 1987 и 1989 годах. Тренер в 1988—1989 годах. В 2006—2008 годах — главный тренер клуба «Зенит-2». В ноябре 2006 года возглавлял выигравшую турнир «Надежда» сборную зоны «Запад» Второго дивизиона.
В июле 2018 года назначен помощником тренера ФК «Ленинградец». Вместе с Борисом Раппопортом являлся также тренером молодёжной команды СШОР «Зенит».
Скончался 19 сентября 2022 года.